# Хила
 Тази статия е за реката в Северна Америка.  За пустинята вижте Сонора (пустиня).  За окръга вижте Хила (окръг).
Хила (на английски: Gila River; МФА: [ˈhiːlə]) е река в югозападната част на САЩ, в щатите Ню Мексико и Аризона, ляв приток на Колорадо. Дължината ѝ е 1044 km, а площта на водосборния басейн – 150 737 km².
Река Хила се образува на 1689 m н.в., от сливането на реките Източна Хила (лява съставяща) и Западна Хила (дясна съставяща), в западната част на щата Ню Мексико. Двете съставящи я реки водят началото си от западния склон на планината Елк Маунтинс (в най-южната част на Скалистите планини). В горното и средното си течение има предимно каньонообразна долина, а след изтичането си от язовира „Сан Карлос“ и до устието се тече през пустинни и полупустинни райони в широка и плитко долина. Поради това в долното си течение, в пустинята Хила, обикновено пресъхва през лятото. Влива се отляво в река Колорадо, на 36 m н.в., на 5 km източно от град Юма, в крайната югозападна част на щата Аризона.
Водосборният басейн на река Хила обхваща площ от 150 737 km², като част от него попада и на територията на Мексико. На север той граничи с водосборния басейн на река Литъл Колорадо и други по-малки леви притоци на Колорадо, на изток и югоизток – с водосборния басейн на река Рио Гранде, а на юг – с водосборните басейни на малки реки, вливащи се в калифорнийския залив или губещи се в пустинята Сонора. Основни притоци: леви – Сан Педро (230 km), Санта Круз (296 km); десни – Сан Франсиско (256 km), Солт Ривър (320 km)..
Река Хила има предимно дъждовно подхранване с ясно изразено пълноводие през пролетта. Среден годишен отток в долното течение (на 12 km от устието) 7 m³/s, минимален 0 m³/s, максимален 5700 m³/s. В средното ѝ течение, в щата Аризона са изградени язовирите „Сан Карлос“ и „Гилеспи“, които регулират оттокът ѝ през годината, а водите им се използват за водоснабдяване (основно на град Финикс), производство на електроенергия и напояване..